# Târgu Ocna
Târgu Ocna (pronunciació en romanès: [ˌTɨrɡu ˈokna]) és una ciutat del comtat de Bacău, Romania, situada a la riba esquerra del riu Trotuș, afluent del Siret, i en un ferrocarril ramal que travessa el pas Ghimeș de Moldàvia a Transsilvània. Târgu Ocna està construït entre les muntanyes dels Carpats sobre turons nus formats per sal de roca. De fet, la traducció anglesa d'Ocna és salt mine.
La indústria principal de Târgu Ocna és la producció de sal, ja que és el proveïdor més important de Moldàvia. Altres indústries inclouen la transformació de la fusta, la mineria del carbó, la producció d’acer i les indústries basades en el petroli.
La ciutat administra dos pobles, Poieni i Vâlcele.
Segons el cens del 2011, la població de Târgu Ocna ascendeix a 11.300 habitants, en comparació amb el cens anterior del 2002, quan es van registrar 13.576 habitants. La majoria dels habitants són romanesos (90,99%), amb una minoria de gitanos (1,47%). Per al 7,18% de la població, no es coneix l’ètnia. Des del punt de vista confessional, la majoria dels habitants són ortodoxos (82,72%), amb una minoria de catòlics romans (8,29%). Per al 7,26% de la població, no es coneix l’afiliació confessional.

## Fills il·lustres
- Gabriela Adameșteanu, escriptora
- Sorin Antohi, politòloga
- Miron Grindea, periodista
- Dan Iuga, tirador de pistoles
- Costache Negri, escriptor
- Ion Talianu, actor
- Traian Vasai, pintor